# 宮崎邦次
宮崎 邦次（みやざき くにじ、1930年（昭和5年）1月15日 - 1997年（平成9年）6月29日）は、日本の銀行家。第一勧業銀行頭取・会長、全国銀行協会連合会会長、日本経営者団体連盟副会長等を歴任した。
1997年に発覚した第一勧業銀行が関連した総会屋利益供与事件（小池隆一事件）で取り調べを受けていた最中、自宅で首吊り自殺した。

## 来歴・人物
佐賀県佐賀市出身。父の宮崎林三郎（2代目）は、失明と貧困の中で画期的な縄ない機を発明し成功を収めた林三郎（初代）から見込まれ、養子に入り農機具販売店を営み、両親共に篤志家（）として知られていた。
宮崎は7人兄弟の下から2番めの4男として生まれ、長兄の宮崎善吾は佐賀県副知事を経てエフエム佐賀社長等を歴任、次兄は家業を継ぎ、三兄の宮崎幸造は西日本新聞社で編集局次長を務めた。
龍谷学園中学校、西南学院高等専門学校を経て九州大学法学部を卒業。 
1952年（昭和27年）、第一銀行に入行。大阪支店に配属され、器用でなかったことから通常2年程度で終わる記帳業務を6年間も続けた。また東大や京大出身者が幹部を占める都市銀行では、旧帝大とはいえ地方大学出身の宮崎は幹部候補生とはみなされてはおらず、幹部候補にとって登竜門である海外勤務を経ることなく、営業店や地味な営業畑を歩んだ。
1968年（昭和43年）から翌年に掛け、神戸支店における枢要取引先である神戸製鋼所で内紛が勃発し、児玉誉士夫の介入を許す所となった。このとき、児玉と神鋼経営陣のメッセンジャーを担ったのが、子分の木島力也（小池隆一の師匠）であった。内紛は当時、都銀との合併を模索していた第一銀行にとって大きなアキレス腱となっており、木島は、神鋼の内紛収拾に一役買うことで、第一銀行頭取であった井上薫に恩を売った。宮崎は当時、神戸支店次長の役職にあり、木島の動きを目の当たりにしていたため、これをもって、合併後の第一勧業銀行内部では「第一銀行の裏人脈に通じた」と見なす人もいたが、当時の支店長が真面目な人柄と仕事ぶりを評価して宮崎を引き上げた。という見方が一般的である。
1971年（昭和46年）10月、日本勧業銀行と第一銀行の合併によって、第一勧業銀行が発足し、その半年後に企画部に移動しMOF担となる。この後、合併の立役者であった井上薫初代会長の秘書役に就いたことをきっかけに、出世の階段を登る。1979年（昭和54年）に49歳で取締役に選任され、以降、常務、専務を経て、藤森鉄雄会長から手腕を買われ副頭取に抜擢される。
バブル景気の絶頂期である1988年（昭和63年）3月に麹町支店において発覚した36億円にのぼる不正支出の発覚で、羽倉信也頭取らが責任を取る形で退任したことを受け、副頭取在任1年で6月に頭取に昇格した。これは都銀界において協和銀行の横手幸助に次いで、2人目の昭和生まれでの頭取就任となったことから、金融界に新風を吹き込むものと報じられた。在任時には、井上が大物フィクサーと付き合う姿に接していたため、自身も躊躇なくいろいろな人物と接触し、その1人には最後の黒幕といわれる西山広喜もいた。1993年（平成5年）にオープンする宮崎市の大型リゾート施設であるシーガイアの建設にあたっては、西山からの働きかけに応じ、1000億円もの協調融資の実行に踏み切っている。
1992年（平成4年）に代表取締役会長に退く。この際は会長、頭取が同時退任し、旧・第一、旧・勧銀の出身者が会長と頭取を交代する慣例を廃したため、宮崎は頭取と会長の両方を経験する初の人物となった。1996年（平成8年）に会長を奥田に譲り、相談役に退いた際には、慣例を破り取締役から身を引いた。
1989年（昭和64年/平成元年）から翌年まで全銀協会長、1992年（平成4年）5月から1997年（平成9年）5月まで日経連副会長を務めた。加えて人格、識見（）に対する銀行内外の評価が高かったことから、1997年（平成9年）4月に日本銀行政策委員会委員への起用が内定していたが、『第一勧業銀行総会屋利益供与事件』の発覚で実現しなかった。事件の発覚によって、東京地検から厳しい事情聴取を受けた後、
としたためた近藤、奥田のほか杉田力之会長兼頭取に宛てた遺書を残し、6月29日朝、三鷹市大沢の自宅で首吊り自殺を図った。重体で杏林大学病院に運ばれたが意識を回復することなく夕刻亡くなった。葬儀は親族らの「銀行に迷惑がかかる」との理由で密葬の形式となった。

## 人物
- 学生時代は映画監督や脚本家を志した。入行後は映画鑑賞を趣味とし、頭取となってからも週末は足繁く映画館に通った。試写会の招待券が届いても、自費でその映画を鑑賞した。最晩年には山田太一とも交流があり[15]、穏和で少しも偉ぶるところがなく、映画やドラマの話など会話していて楽しい人だったと評されている。また週刊誌に映画評論の連載を持ち、小森和子を師と仰いでいた[9][16]。

- 1975年（昭和50年）、第一勧銀行員で覆面シンガーソングライターだった小椋佳（神田紘爾）が、メリルリンチ証券派遣中に布施明へ提供した『シクラメンのかほり』が大ヒットしたことからマスコミに正体が露見、行内で問題となった際には「神田君はみんなと一緒になって最後まで残業して一生懸命仕事をしている。なんの問題があるのか？」と一喝し、事なきを得ている。

- 角川書店が携わった映画『金融腐蝕列島〔呪縛〕』に登場する銀行頭取は、宮崎がモデルである。宮崎は角川春樹解任後に角川歴彦が角川書店社長になった際、会社再興を応援した。映画好きでもあった宮崎と親交のあった歴彦と原正人は、宮崎へのオマージュとして小池隆一事件と第一勧業銀行をモデルとした高杉良原作の小説『呪縛—金融腐蝕列島2』の映画化を決意し、1999年、歴彦が製作総指揮・原がプロデューサーとなった『金融腐蝕列島〔呪縛〕』が公開された。

### 注
1. ↑  このほか家族、弁護士宛の遺書も残した[14]。